# 21364 Lingpan
21364 Lingpan è un asteroide della fascia principale. Scoperto nel 1997, presenta un'orbita caratterizzata da un semiasse maggiore pari a 2,6950827 UA e da un'eccentricità di 0,1418866, inclinata di 1,17184° rispetto all'eclittica.